# فيدل أنطونيو فارغاس
فيدل أنطونيو فارغاس هو راكب الكنو كوبي، ولد في 28 يوليو 1992.

## وصلات خارجية
- فيدل أنطونيو فارغاس على موقع أوليمبيديا (الإنجليزية)